# Рајко Кнежевић
Рајко Кнежевић (Бели Манастир, 5. фебруар 1958) српски је песник из Хрватске. Основну и средњу школу завршио је у родном граду, а диплому инжењера пољопривреде стекао је на Пољопривредном факултету у Осијеку. Радио је у Сјеменарству беломанастирске Млинско-пекарске индустрије, бељској Пољопривреди Кнежево и у Пољопривредној задрузи у Белом Манастиру. Као члан фолклорне секције играо је у локалном СКУД Јован Лазић од 1976. до 1995. године, а од 1995. године до данашњих дана присутан је у СКУД-у и српским организацијама на другим дужностима.
Поезију пише од деведесетих година 20. века. Својим песмама учествовао је на разним културним манифестацијама у регији. Песма Опомена објављена му је у 3. броју Беломанастирског српског гласника (2004), а песме Кад помислим на те, Коло, Санак пусти и опет Опомена у збирци Када бих имао кућу (2007). Крајем 2007. године Вијеће српске националне мањине у Граду Белом Манастиру објавило му је збирку песама Уморне сенке.